# Kenwood House

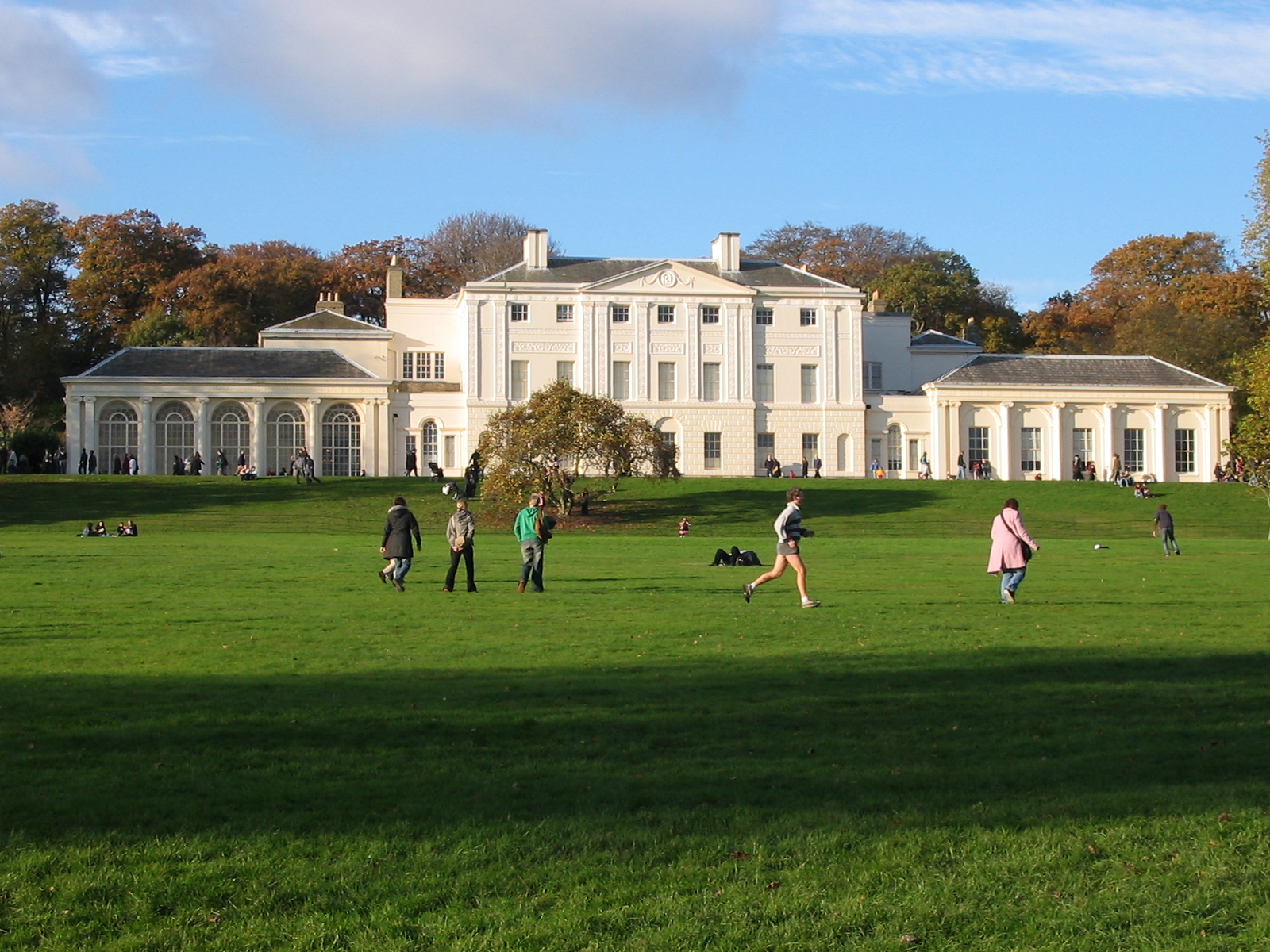
Kenwood House

Kenwood House eller Iveagh Bequest är ett slott i Hampstead i norra London, troligen uppfört tidigt 1600-tal och ombyggt av arkitekten Robert Adam 1764–1779.
Kenwood House är känt för sina målningar av Rembrandt, Thomas Gainsborough och Vermeer samt för sin stora trädgård. 
Filmen Notting Hill spelades delvis in här.

## Konst på Kenwood House i urval

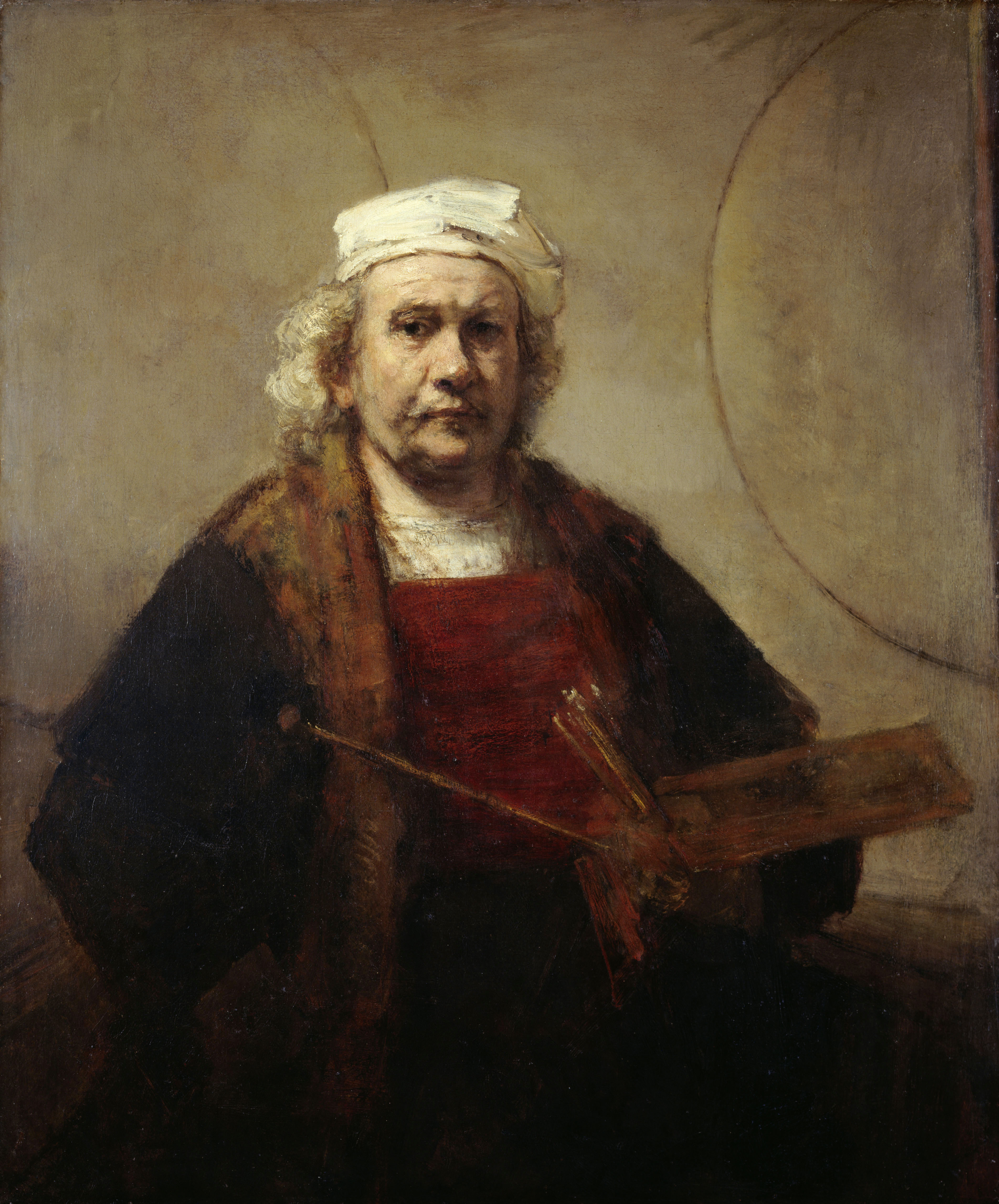
"Self-Portrait with Two Circles" av Rembrandt.
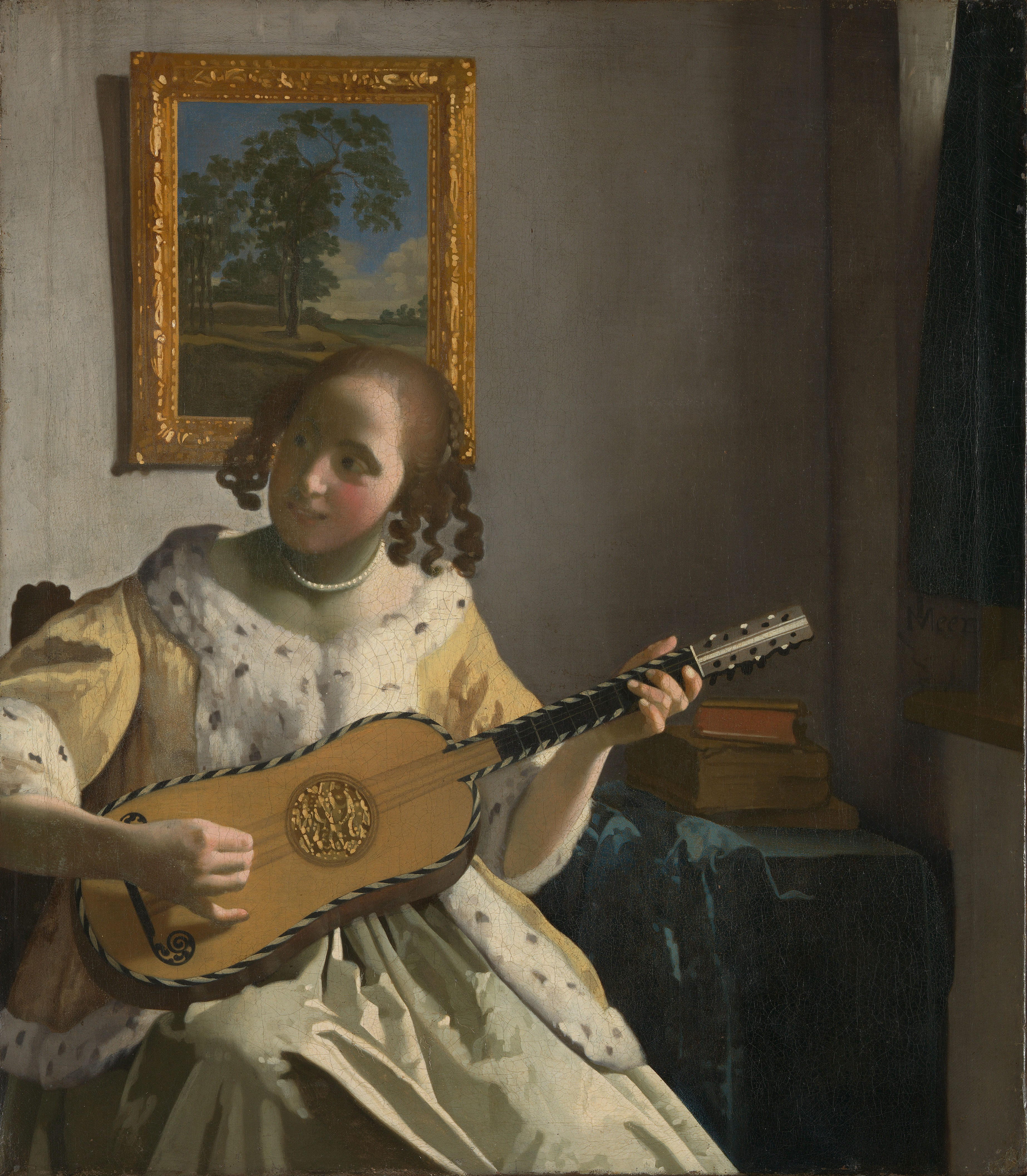
"Gitarrspelerskan" av Vermeer.